# Achim Pfuderer
Achim Pfuderer (* 29. November 1975 in Waiblingen) ist ein ehemaliger deutscher Fußballspieler und heutiger Trainer. Der Innenverteidiger absolvierte 29 Spiele in der 1. Bundesliga, 135 Spiele in der 2. Bundesliga und 67 Spiele in der Regionalliga Süd.

## Laufbahn
Pfuderer wurde als junger Spieler von Trainer Wolfgang Wolf in den Regionalligakader der Stuttgarter Kickers hochgezogen und überzeugte in der Abwehr. Er spielte sechs Jahre für die Kickers, mit denen er in die 2. Bundesliga aufstieg. Danach spielte er von 2000 bis 2003 beim TSV 1860 München. Nach Ende seines Vertrages wechselte er für ein Jahr zum 1. FC Union Berlin, anschließend zur SV Elversberg. 2006/07 spielte er für den Süd-Regionalligisten SV Darmstadt 98. Im Sommer 2007 wechselte er zum Ligakonkurrenten SC Pfullendorf. Im Sommer 2008 wechselte er in die Verbandsliga zum VfB Friedrichshafen.
Von 2011 bis 2019 war Pfuderer Trainer des Landesligisten SV Oberzell.